# Compression Attached Memory Module

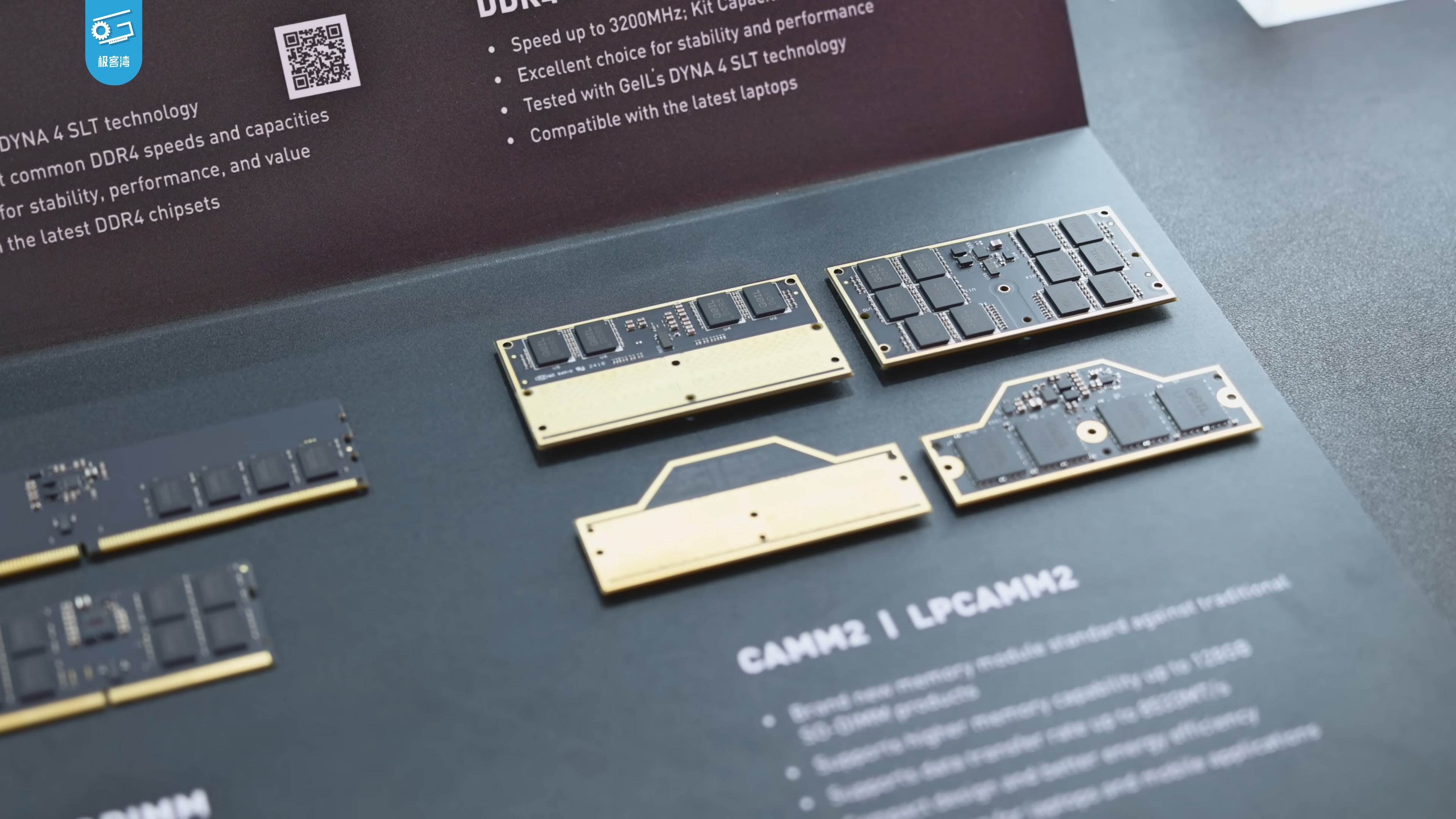
CAMM2, LPCAMM2

Compression Attached Memory Module (CAMM)は、 Dellのエンジニア、Tom SchnellによってIntelと共同で、開発されたメモリモジュール規格である。2022年までで25年間利用されてきたSO-DIMMの後継となる予定。

## 概要
CAMMは、従来のDDRメモリの技術的制限を克服するために作成された。CAMMモジュールは、SO-DIMMより短い伝送経路で、メモリをより少ない電力でより高速に駆動できる。メモリモジュールは、ランドグリッドアレイピン端子付きのバーに対して押し付けられて固定される。JEDECは、2023年12月により小型のCAMM2仕様を完成させた。
CAMMは、次のような利点を備える。
- より短い伝送経路により、メモリをより少ない電力でより高速に駆動
- ランド・グリッド・アレイ・ピンにより、より堅牢な接触になる
- 将来の拡張性を念頭に置いて設計されている

この仕様は、CAMMモジュールのフォーム・ファクター、電気仕様、および互換性要件を定義する。
CAMMは、モバイルおよびデスクトップシステム向けの次世代メモリソリューションとして期待されている。CAMMは、従来のDIMMよりも優れたパフォーマンス、電力効率、および堅牢性を実現する。
標準化前のDELL独自CAMMモジュールは2022年、最初にDell Precision 7000シリーズに搭載して出荷された。
CAMMの利点は、より薄く、交換可能なLPDDR5Xモジュールを可能にすること、6400 MHzを超える高速を提供すること、モジュールあたり最大128GBの容量とより高い帯域幅を提供することである。欠点は、工具なしでは取り付けられず、ネジ6本を使用することである。

## 歴史
2022年4月、デルはDell Precision 7000シリーズにDDR5 SDRAMを搭載した独自のCAMMを採用した。
2023年9月、Samsungは、LPDDR5Xメモリを搭載し、より小型でネジを減らしたLPCAMMの製品化を発表した。
2024年1月、Micronは、LPDDR5Xメモリを搭載するLPCAMM2の製品化を発表した。同年5月7日、ThinkPad P1 Gen 7が初採用した。
2025年3月、Micronは、NVIDIAと共同で、AIサーバ/PC向けとして、LPDDR5Xメモリを搭載し最大128GB 4枚で512GB搭載できるSOCAMMを開発したことを発表した。SamsungとSK hynixも加わっている。